# Shivers (canción de Ed Sheeran)
«Shivers» —en español: «Escalofríos»— es una canción del cantautor y guitarrista británico Ed Sheeran, lanzado a través de Asylum Records el 10 de septiembre de 2021 como segundo sencillo de su quinto álbum de estudio, = (2021). "Shivers" logró alcanzar el número uno en los charts de Reino Unido e Irlanda, destronando su anterior sencillo Bad Habits después de permanecer once semanas en el uno. La canción también alcanzó el uno en los países de Alemania y Suecia.

## Antecedentes
Sheeran se refirió a la canción mientras explicaba por qué el título de álbum era = en vez de –, como lo habían pronosticado los seguidores, el cula dijo: " Estaba grabando y empecé a escribir una canción llamada "Shivers" y me gustó, 'Esto realmente no se siente menos". Sheeran Escribió "Shivers" al final de ÷ Tour, cuando el montó un estudio en una granja alquilada en Suffolk, donde tuvo su última cita de la gira. Le tomó 3 días escribir la canción, que fue inusualmente larga para él, ya que sintió que la canción "era demasiado especial para equivocarse".

## Lanzamiento y promoción
El 19 de agosto de 2021, Sheeran anunció su cuarto álbum de estudio, =, en el cual la canción apareció en el tracklist. Más tarde anunció la portada y la fecha de lanzamiento de la canción sería el 2 de septiembre de 2021. También reveló que "Shivers" iba a ser originalmente el primer sencillo para el álbum en vez se decidió lanzar Bad Habits primero". Una previsualización de la canción se mostró. Sheeran anunció que el estreno sería acompañado de un video musical y el teaser se estrenó el 6 de septiembre de 2021.

## Recepción de la crítica
El 2 de septiembre de 2021, el mismo día Sheeran anunció la canción, Jonathan Heaf de  GQ, describió la canción como "una canción sexy y trepidante que incluye aplausos en el puente y es música para bailar con tus mejores amigos después de tres tequilas de más".

## Vídeo musical
Un vídeo musical fue estrenado junto a la canción el 10 de septiembre de 2021, protagonizando Sheeran y AnnaSophia Robb. Justo como su vídeo anterior "Bad Habits",  está dirigido por Dave Meyers. Sheeran imita a un cantante inglés amigo Elton John.

## Versiones
- Descarga digital, streaming y CD

1. "Shivers" – 3:27

- Descarga digital y streaming – Versión Acústica[9]

1. "Shivers" (Versión Acústica) – 3:26

- Descarga digital y streaming – Navos Remix[10]

1. "Shivers" (Navos Remix) – 2:35

- Descarga digital y streaming – Ofenbach Remix[11]

1. "Shivers" (Ofenbach Remix) – 3:07

- Descarga digital y streaming – Alok Remix[12]

1. "Shivers" (Alok Remix) – 2:52

- Descarga digital y streaming – Jax Jones Remix[13]

1. "Shivers" (Jax Jones Remix) – 3:27

## Créditos
Los créditos se adaptaron de Tidal.
- Ed Sheeran – escritor, guitarra, voz, compositor, productor, pizzicato violín
- Jonny McDaid – escritor, voz, guitarra, compositor
- Kal Lavelle – escritor, compositor
- Steve Mac – escritor, producción, compositor, teclado, producción vocal
- Fred – producción, bajo, tambores, guitarra, teclado, programación
- Charle Holmes – asistente de mezcla
- Chris Leyes – tambores, programación, voz, registro
- Dan Pursey – producción vocal, desconocido vocals, registro
- Graham Arquero – voz, producción vocal
- Joe Rubel – voz, registro, programación adicional
- Kieran Beardmore –  asistente de mezcla
- Mark “Espiga” Stent – mezclando
- Mate Wolach –  asistente de mezcla
- Stuart Hawkes – mastering

## Posicionamiento en las listas
| Chart (2021)                              | Peak position |
| ----------------------------------------- | ------------- |
| Argentina (Argentina Hot 100)             | 85            |
| Australia (ARIA)                          | 2             |
| Austria (Ö3 Austria Top 40)               | 2             |
| Bélgica (Flandes) (Ultratop 50)           | 3             |
| Bélgica (Valonia) (Ultratop 50)           | 8             |
| Bolivia (Monitor Latino)                  | 15            |
| Brasil (Top 100 Brasil)                   | 72            |
| Canadá (Canadian Hot 100)                 | 4             |
| República Checa (Rádio Top 100)           | 15            |
| República Checa (Singles Digitál Top 100) | 6             |
| Dinamarca (Tracklisten)                   | 2             |
| El Salvador (Monitor Latino)              | 12            |
| Finlandia (OFC)                           | 2             |
| Francia (SNEP)                            | 19            |
| Alemania (Offizielle Deutsche Charts)     | 1             |
| Global 200 (Billboard)                    | 5             |
| Grecia (IFPI)                             | 12            |
| Hungría (Rádiós Top 40)                   | 17            |
| Hungría (Single Top 40)                   | 9             |
| Hungría (Stream Top 40)                   | 11            |
| Islandia (Plötutíðindi)                   | 29            |
| India (IMI)                               | 16            |
| Irlanda (IRMA)                            | 1             |
| Israel (Media Forest)                     | 3             |
| Italia (FIMI)                             | 12            |
| Japón (Japan Hot 100)                     | 49            |
| Lituania (AGATA)                          | 7             |
| Mexico Airplay (Billboard)                | 15            |
| Países Bajos (Dutch Top 40)               | 4             |
| Países Bajos (Mega Single Top 100)        | 6             |
| Nueva Zelanda (Recorded Music NZ)         | 3             |
| Noruega (VG-lista)                        | 3             |
| Panamá (Monitor Latino)                   | 14            |
| Polonia (Polish Airplay Top 100)          | 6             |
| Portugal (AFP)                            | 29            |
| Singapur (RIAS)                           | 4             |
| Eslovaquia (Rádio Top 100)                | 15            |
| Eslovaquia (Singles Digitál Top 100)      | 10            |
| Sudáfrica (RISA)                          | 15            |
| Corea del Sur (Gaon)                      | 133           |
| España (PROMUSICAE)                       | 59            |
| Suecia (Sverigetopplistan)                | 1             |
| Suiza (Schweizer Hitparade)               | 2             |
| Reino Unido (UK Singles Chart)            | 1             |
| Uruguay (Monitor Latino)                  | 11            |
| Estados Unidos (Billboard Hot 100)        | 4             |
| Estados Unidos (Adult Contemporary)       | 18            |
| Estados Unidos (Adult Top 40)             | 7             |
| Estados Unidos (Dance/Mix Show Airplay)   | 38            |
| Estados Unidos (Mainstream Top 40)        | 10            |

## Historia de lanzamiento
| Región         | Fecha                    | Formato(s)                       | Versión          | Sello    | Ref.   |
| -------------- | ------------------------ | -------------------------------- | ---------------- | -------- | ------ |
| Varios         | 10 de septiembre de 2021 | descarga digital, streaming y CD | Original         | Atlantic | [ 65 ] |
| Estados Unidos | 13 de septiembre de 2021 | Adult contemporary               | Original         | Atlantic | [ 66 ] |
| Estados Unidos | 14 de septiembre de 2021 | Contemporary hit radio           | Original         | Atlantic | [ 67 ] |
| Varios         | 1 de octubre de 2021     | descarga digital y streaming     | Versión acústica | Atlantic | [ 9 ]  |
| Varios         | 1 de octubre de 2021     | descarga digital y streaming     | Navos Remix      | Atlantic | [ 10 ] |
| Varios         | 8 de octubre de 2021     | descarga digital y streaming     | Ofenbach Remix   | Atlantic | [ 11 ] |
| Varios         | 11 de octubre de 2021    | descarga digital y streaming     | Alok Remix       | Atlantic | [ 12 ] |
| Varios         | 25 de octubre de 2021    | descarga digital y streaming     | Jax Jones Remix  | Atlantic | [ 13 ] |